# Žeraviny
Žeraviny är en ort i Tjeckien.   Den ligger i regionen Södra Mähren, i den sydöstra delen av landet, 250 km sydost om huvudstaden Prag. Žeraviny ligger 185 meter över havet och antalet invånare är 189.
Terrängen runt Žeraviny är platt norrut, men söderut är den kuperad.Runt Žeraviny är det ganska tätbefolkat, med 58 invånare per kvadratkilometer. Närmaste större samhälle är Uherské Hradiště, 18,6 km norr om Žeraviny. Omgivningarna runt Žeraviny är en mosaik av jordbruksmark och naturlig växtlighet.